# Eddie Mathews
Pour les articles homonymes, voir Mathews.
Edwin Lee  Mathews Jr (né le 13 octobre 1931 à Texarkana, Texas, décédé le 18 février 2001 à La Jolla, Californie) était un joueur américain de baseball. Il a joué 15 saisons avec les Braves d'Atlanta et est le seul joueur ayant joué dans les trois villes de la franchise des Braves (Boston, Milwaukee et Atlanta). Il a continué sa carrière avec les Astros de Houston et a frappé son 500e coup de circuit en 1967 avec les Astros. Il a joué sa dernière saison avec les Tigers de Detroit.

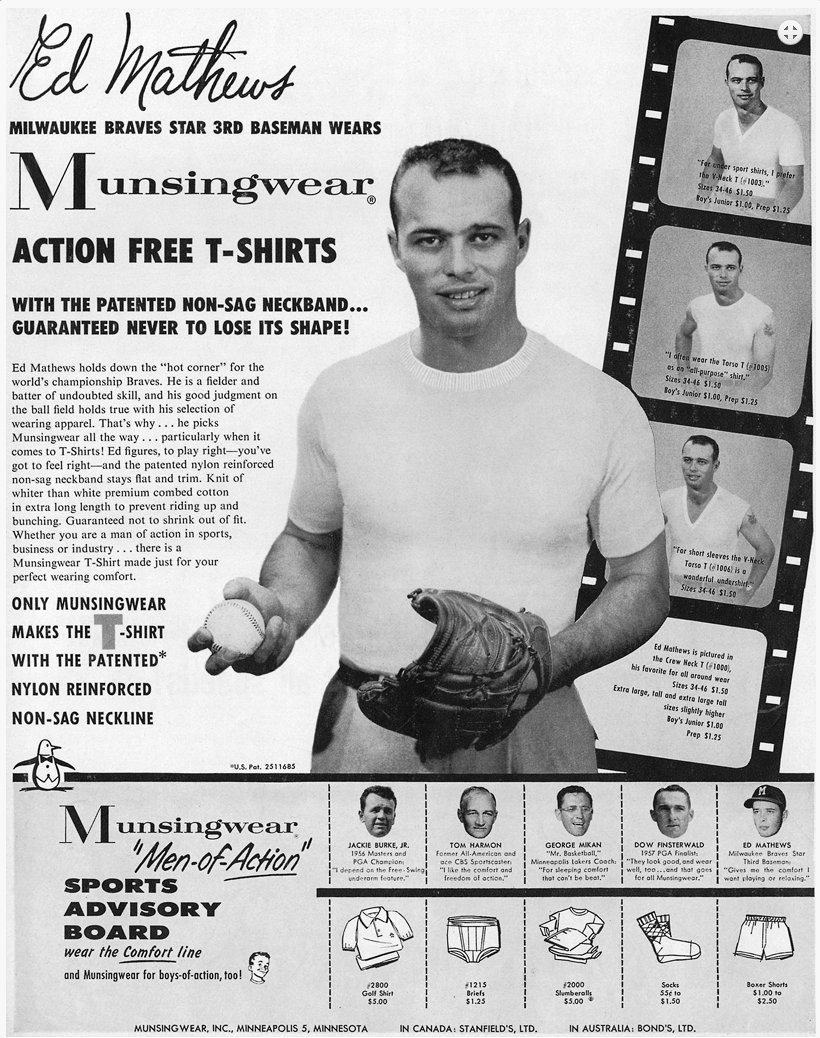
Mathews dans une annonce pour des sous-vêtements en 1958.

Mathews joué pour les Braves avec son coéquipier Hank Aaron. Ensemble ils ont frappé 863 coups de circuit pour les Braves, le record des ligues majeures pour deux coéquipiers. Mathews lui-même a mené la ligue en coups de circuit en 1953 (47) et en 1959 (46). Il a aligné 9 saisons consécutives avec au moins 30 coups de circuit, et a frappé 29 circuits la saison suivante. Malgré le fait qu'il a remporté deux Séries mondiales, en trois apparitions il n'a frappé qu'avec une moyenne de 0,200 avec un seul coup de circuit en 16 parties.
À la fin de sa carrière, il est devenu gérant des Braves. Il était le gérant lorsque Hank Aaron a frappé son 715e coup de circuit, dépassant le record en carrière de Babe Ruth. Mathews est mort en 2001 à la suite d'une pneumonie. Les Braves ont retiré le numéro de son maillot, le 41.
Eddie Matthews est le sportif qui orne la couverture du tout premier numéro du magazine Sports Illustrated, lancé le 16 août 1954.

## Biographie
Eddie Mathews est né à Texarkana, au Texas. Il avait six ans lorsque sa famille a déménagé à Santa Barbara, en Californie. Le terrain de baseball de Santa Barbara High School, où il est devenu un joueur de baseball de haut niveau, porte son nom. Mathews a été signé par les Braves de Boston en 1949. Cette année-là, il a disputé 63 matchs avec les Hi-Toms de classe D High Point-Thomasville. Il a inscrit 17 circuits et récolté une moyenne de 363. L'année suivante, il a frappé 32 circuits pour les Crackers d'Atlanta de classe AA.

## Palmarès
- Meilleur total de coups de circuit (1953, 1959)
- Élu 9 fois à l'équipe des étoiles
- Élu au temple de la renommée du baseball en 1978

## Statistiques en carrière
| Statistiques de frappeur |            |            |      |      |      |      |     |    |     |      |    |    |      |      |       |       |       |
|                          |            |            | G    | AB   | R    | H    | 2B  | 3B | HR  | RBI  | SB | CS | BB   | SO   | BA    | OBP   | SLG   |
| Totaux                   | 17 saisons | 17 saisons | 2391 | 8537 | 1509 | 2315 | 354 | 72 | 512 | 1453 | 68 | 39 | 1444 | 1487 | 0,271 | 0,376 | 0,509 |